# فرانیو گیلر
فرانیو گیلر (کرواتی: Franjo Giler; ۱ سپتامبر ۱۹۰۷ – ۲۰ دسامبر ۱۹۴۳) بازیکن فوتبال اهل یوگسلاوی بود.
از باشگاه‌هایی که در آن بازی کرده‌است می‌توان به باشگاه فوتبال گراجانسکی زاگرب، باشگاه فوتبال یوگسلاویا، و باشگاه فوتبال چوکاریچکی اشاره کرد.
وی همچنین در تیم ملی فوتبال یوگسلاوی بازی کرده‌است.